# Basement Apes
 (avril 2017).
Si vous disposez d'ouvrages ou d'articles de référence ou si vous connaissez des sites web de qualité traitant du thème abordé ici, merci de compléter l'article en donnant les références utiles à sa vérifiabilité et en les liant à la section « Notes et références ».
Albums de Gluecifer
Tender is the Savage
(2000)  Automatic Thrill
(2004)
Singles
1. Losing End
Sortie : 2002
2. Easy Living
Sortie : 2002

Basement Apes est le quatrième album du groupe de hard rock norvégien Gluecifer, sorti en 2003.
Le titre est un jeu de mots sur The Basement Tapes, un album de 1975 de Bob Dylan et du groupe The Band[réf. nécessaire].

## Liste des titres
Toutes les chansons sont écrites et composées par Gluecifer.
| 1.    | Reversed              | 2:52 |
| 2.    | Brutus                | 2:54 |
| 3.    | Losing End            | 3:22 |
| 4.    | Easy Living           | 3:02 |
| 5.    | Little Man            | 2:55 |
| 6.    | Not Enough for You    | 2:40 |
| 7.    | Round and Round       | 3:40 |
| 8.    | Black Book Lodge      | 3:22 |
| 9.    | It Won't Be           | 4:21 |
| 10.   | Shotgun Seat          | 2:24 |
| 11.   | Powertools and Piss   | 3:44 |
| 12.   | I Saw the Stones Move | 3:46 |
| 39:02 |                       |      |

|  | Easy Living | 2:52 |

## Crédits

### Membres du groupe
- Biff Malibu : chant
- Captain Poon : guitare, chœurs
- Stu Manx : Basse, chœurs
- Raldo Useless : guitare
- Danny Young : batterie
- Kåre Christoffer Vestrheim : claviers, chœurs
- Cato Salsa, Martin Hederos : claviers (piano, piano électrique, orgue, mellotron)
- Line Lockert : chœurs
- Dr. Gong, Hector, Krisvaag, Sven Risnes, Tord Risnes (Dr. Gong Rhythmic Sensation Group) : percussions

### Équipes technique et production
- Production, ingénierie : Kåre Christoffer Vestrheim
- Co-production : Gluecifer
- Ingénierie (additionnels) : Ola Haampland, Bjørn Fløystad, Rune Elli, Vidar Ersfjord
- Mixage : Ulf Holand
- Mastering : Howie Weinberg
- Design : Mackan Juhlin, Motorfinger